# Kansas Day
Der Kansas Day ist ein Feiertag im US-Bundesstaat Kansas, der am 29. Januar jeden Jahres begangen wird. Erinnert wird mit dem Feiertag an den Beitritt des Kansas-Territoriums im Jahr 1861 in die Vereinigten Staaten von Amerika. Der Beitritt als 34. Bundesstaat wurde gemäß Artikel IV § 3 S. 1 der Verfassung der Vereinigten Staaten vollzogen. 
Gefeiert wird der Kansas Day seit 1877 (erstmals in einer Schule in Paola). Der Lehrer, Alexander LeGrande Copley, wurde wenig später in Wichita Schulrat und führte die Erinnerung an den Beitritt flächendeckend in den Schulunterricht ein. Besondere Aufmerksamkeit genießt der Tag in den Schulen. Es werden Ausflüge organisiert und die Geschichte Kansas’ in den Vordergrund gestellt. 
Auch wenn dieser Tag nicht arbeitsfrei ist, organisieren die Museen und Gedenkstätten im ganzen Bundesstaat Aktivitäten und Veranstaltungen.